# إيرول موريسون
إيرول موريسون (بالإنجليزية: Errol Morrison)‏ هو أكاديمي جامايكي، ولد في 21 سبتمبر 1945.